# Гарван (Силистренская область)
Гарван (болг. Гарван) — село в Болгарии. Находится в Силистренской области, входит в общину Ситово. Население составляет 378 человек.

## Политическая ситуация
В местном кметстве Гарван, в состав которого входит Гарван, должность кмета (старосты) исполняет Славка Георгиева Ганева (Политическое движение социал-демократов (ПДСД)) по результатам выборов.
Кмет (мэр) общины Ситово — Николай Георгиев Неделчев (Болгарская социалистическая партия (БСП)) по результатам выборов.